# 中区 (岡山市)
中区（なかく）は、岡山市を構成する4行政区のうちのひとつである。4行政区の中で最も面積が狭く、人口密度が最も高い。区域は旭川以東から百間川以西である。
名称は「中区」であるが、広島市中区や名古屋市中区などとは違い、この行政区内には行政の中心となる岡山県庁舎や岡山市役所、交通の中心となる岡山駅、大規模な繁華街・商店街は存在しない（これらの施設は全て北区に存在する）。
同じような例が堺市の中区である（堺市の主要施設は堺区に存在する）。

## 概要
中区は区域の北部に龍ノ口山、ほぼ中央に操山（みさおやま）があり、西端には北区・南区との境界にもなっている旭川、東は東区との境界になっている旭川放水路の百間川が流れている。区域の北部、龍ノ口山から操山にかけては旭川によって形成された平野で市街化区域に指定されており、城下町の一角を担っていた門田・東山地区、JR山陽本線と国道250号（旧国道2号）が通る高島・東岡山地区は住宅が密集している。一方で区域の南部、操山から児島湾沿岸にかけては江戸時代に造成された干拓地であり、現在でも田畑が多く存在しているものの、国道2号岡山バイパスが通り、新岡山港が整備されているため、岡山県トラックターミナルをはじめとした物流拠点が設けられており、農地が宅地や工場へと転用されつつある。
このように、都市化が進行しているにもかかわらず、龍ノ口山、操山、百間川などを擁し、祇園地区には天然記念物であるアユモドキやホタルの生息地が存在するなど、比較的豊かな自然環境を保っている。
行政区データ
- 区役所：中区浜三丁目[1]
※2016年12月26日に旧RSKメディアコム敷地内に新庁舎へ建替移転[2]。
- 中学校区：東山、操山、操南、富山、竜操、高島
- 区長：信木 修

## 人口
| 中区（に相当する地域）の人口の推移                                                                                         |           |  |
| \| 2005年（平成17年） \| 138,949人 \| \| \| 2010年（平成22年） \| 142,237人 \| \| \| 2015年（平成27年） \| 146,232人 \| \| |           |  |
| 総務省統計局 国勢調査より                                                                                                  |           |  |
| 2005年（平成17年） | 138,949人 |  |
| 2010年（平成22年） | 142,237人 |  |
| 2015年（平成27年） | 146,232人 |  |

## 地理
- 河川
  - 一級河川

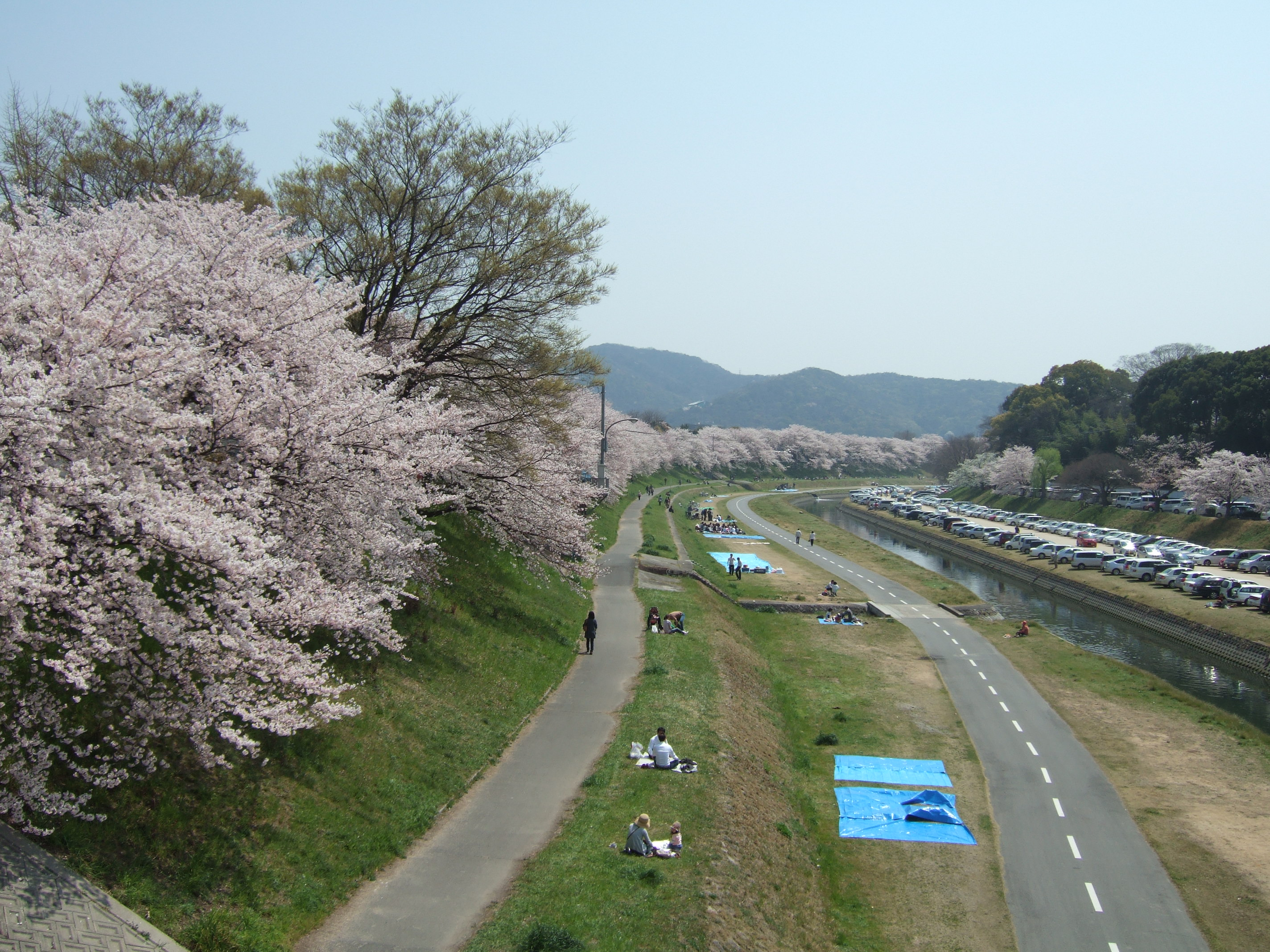
旭川さくらみち

    - 旭川：区域の西端を流れ、児島湾に注ぐ。北区および南区との境界にもなっている。
    - 百間川（旭川放水路）：区域の北部で旭川から分流し、操山北麓に添うように東流。東岡山地区で南流し、児島湾に注ぐ。南流部はおおむね東区との境界になっている。
- 山
  - 龍ノ口山（257m）
  - 操山（169m）

## 歴史
中区の区域には縄文時代後期から室町時代にかけての複合遺跡である百間川遺跡や操山古墳群が存在し、古代より人々が居住していたことが窺える。奈良時代には賞田地区に備前国の国府が置かれていたとされ、賞田廃寺跡や幡多廃寺跡がある。その後、戦国時代には明善寺合戦が起こり、当時備中国を掌握していた三村元親と播磨・備前国を掌握していた浦上氏の臣下・宇喜多直家が沢田地区を中心に戦火を交えた。
江戸時代には門田地区・東山地区は岡山城下町の一角となり、操山山麓には藩主・池田氏によって曹源寺などの神社仏閣が造営された。また、4代藩主池田綱政の治世の1669年（寛文9年）には旭川の洪水から城下を守るために郡代・津田永忠の指揮のもと、百間川が開削された。津田永忠は他にも倉安川の開削、沖新田など干拓による新田開発を行い、現在でもこれらの土木遺産が残されている。
明治時代に入ると、東西の幹線である山陽鉄道や軽便鉄道である西大寺鉄道、三蟠鉄道等の鉄道網が整備された。大正時代には東山地区まで路面電車が延伸され、旧制第六高等学校、岡山県岡山高等女学校等が設置されるなど文教地区としても発展をみせた。1945年（昭和20年）6月29日の岡山空襲では門田・東山地区を中心に攻撃を受け、市民が犠牲となった。戦後はモータリゼーションの進行で国道が建設され、沿線に商店が発達し、住宅街へと姿を変えた。

### 行政区画の変遷
- 1899年（明治32年）8月1日 上道郡三櫂村全域 が岡山市に合併
- 1931年（昭和6年）4月1日 上道郡宇野村、平井村 が岡山市に合併
- 1952年（昭和27年）4月1日 上道郡三蟠村、沖田村、操陽村、富山村が岡山市に合併
- 1954年（昭和29年）4月1日 上道郡高島村、幡多村、財田町が岡山市に合併
- 2009年（平成21年）4月1日 政令指定都市移行に伴い岡山市中区となる

### 区名
区名は、公募により選ばれ、1位:中区、2位:さくら区、3位:操山区、4位:旭区、5位:城東区であったが、旧地域名は採用しないという方針と、最も支持を集めたことにより、「中区」が選ばれた。なお、当初は東区と1つの区を構成する方針であったが、百間川以西の住民から大きな反発があり、また市議からも多数の異論が出たため分割された。

## 公共機関

### 国の機関
- 日本年金機構
  - 岡山東年金事務所

### 県の機関
- 岡山県備前県民局古京庁舎

### 行政
- 岡山市中区役所 岡山市中区浜3-7-15
  - 富山地域センター 岡山市中区円山115-1 （ハピーズ円山店敷地内）[3]
  - 岡山ふれあいセンター市民サービスコーナー 岡山市中区桑野715-2[4]
  - 東岡山市民サービスコーナー 岡山市中区高屋174[5]
- 岡山中央警察署 岡山市中区浜1-19-39 （旧岡山東警察署）
- 岡山市中消防署　岡山市中区今在家地内 （国土交通省河川防災ステーション敷地内）
  - 倉田出張所、竜操出張所
- 中区福祉事務所 岡山市中区赤坂本町11番47号[6]

### 市の施設
岡山ふれあいセンター
- 岡山ふれあいセンター 岡山市中区桑野715-2

公民館
- 中央公民館
  - 中央公民館三勲分室
  - 中央公民館宇野分室
- 東公民館

- 操南公民館
- 富山公民館
- 高島公民館
- 東山公民館

## 医療機関
- 岡山協立病院
- 岡山東中央病院
- 岡山旭東病院
- 岡山博愛会病院
- 竜操整形外科病院
- 公益財団法人林精神医学研究所附属林道倫精神科神経科病院

## 教育

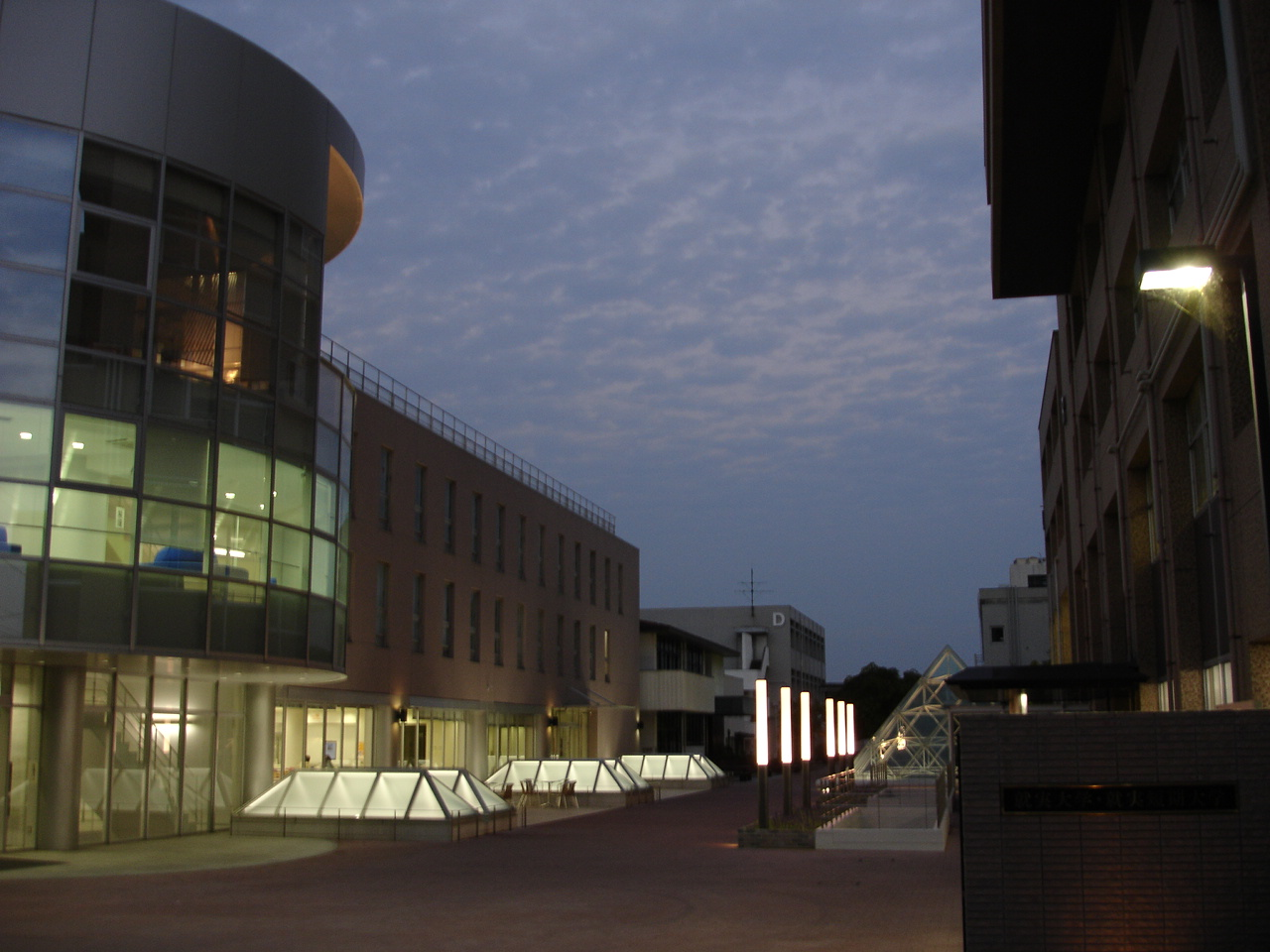
就実大学

### 大学
私立
- 山陽学園大学
- 就実大学

### 短期大学

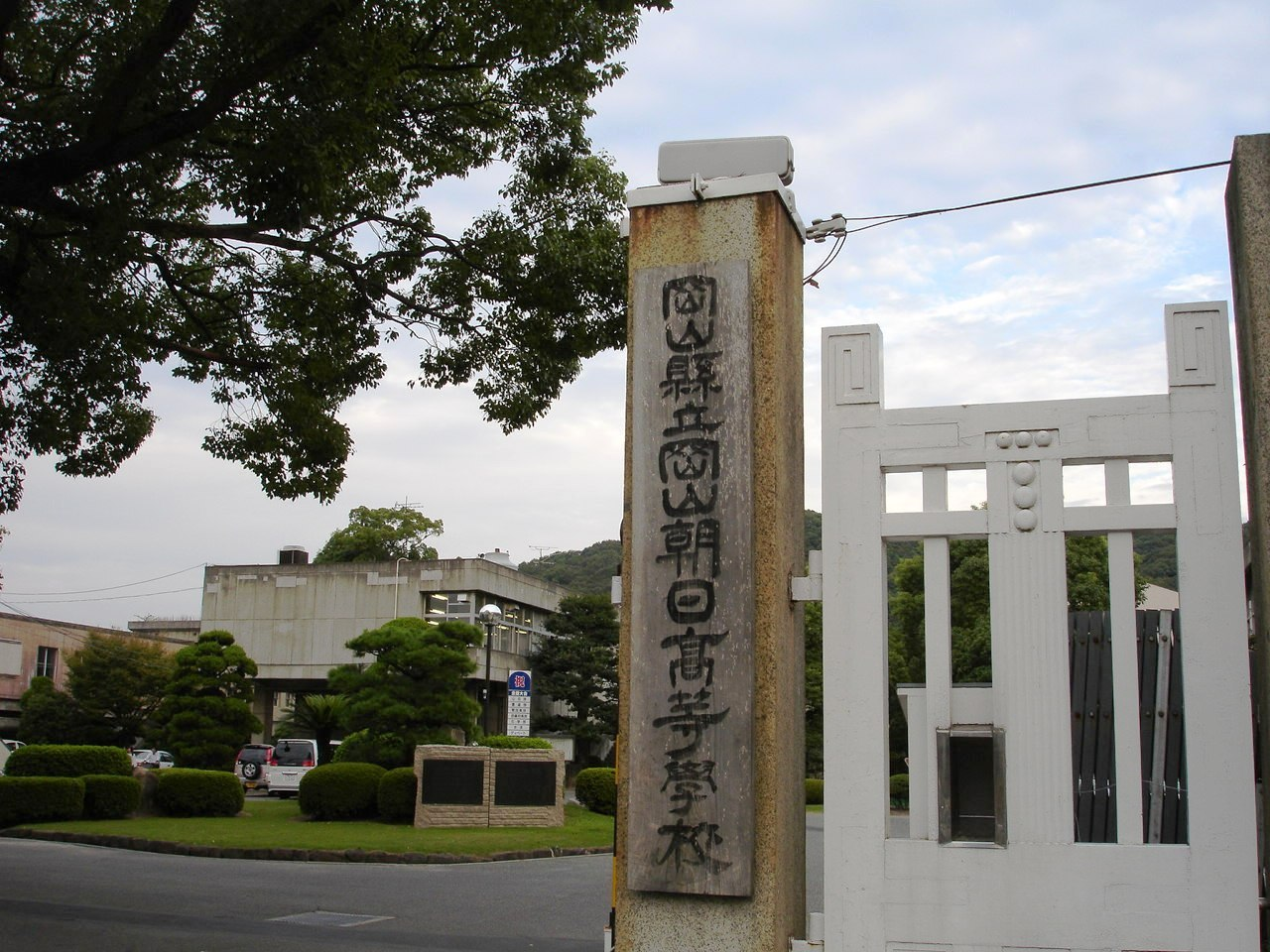
岡山県立岡山朝日高等学校

私立
- 山陽学園短期大学
- 就実短期大学

### 高等学校
公立
- 岡山県立岡山朝日高等学校
- 岡山県立岡山操山高等学校（※中高併設）
- 岡山県立岡山城東高等学校
- 岡山県立東岡山工業高等学校
- 岡山県立岡山東商業高等学校

私立
- 山陽学園高等学校（※中高併設）

### 中学校
国立
- 岡山大学教育学部附属中学校

県立
- 岡山県立岡山操山中学校（※中高併設）

市立
- 岡山市立東山中学校
- 岡山市立操山中学校
- 岡山市立操南中学校

- 岡山市立富山中学校
- 岡山市立竜操中学校
- 岡山市立高島中学校

私立
- 山陽学園中学校（※中高併設）

### 小学校
国立
- 岡山大学教育学部附属小学校

市立
- 岡山市立宇野小学校
- 岡山市立旭竜小学校
- 岡山市立旭東小学校
- 岡山市立平井小学校
- 岡山市立操南小学校

- 岡山市立操明小学校
- 岡山市立富山小学校
- 岡山市立旭操小学校
- 岡山市立財田小学校

- 岡山市立竜之口小学校
- 岡山市立高島小学校
- 岡山市立幡多小学校
- 岡山市立三勲小学校

私立
- 就実小学校※2015年4月1日開校

### 幼稚園
国立
- 岡山大学教育学部附属幼稚園

市立
- 岡山市立旭東幼稚園
- 岡山市立三勲幼稚園
- 岡山市立操南幼稚園
- 岡山市立操明幼稚園
- 岡山市立富山幼稚園
- 岡山市立財田幼稚園

- 岡山市立高島幼稚園
- 岡山市立幡多幼稚園
- 岡山市立宇野幼稚園
- 岡山市立旭竜幼稚園
- 岡山市立旭操幼稚園
- 岡山市立竜之口幼稚園

私立
- 山陽学園短期大学附属幼稚園

### 特別支援学校
国立
- 岡山大学教育学部附属特別支援学校

公立
- 岡山県立岡山盲学校
- 岡山県立岡山聾学校

## 交通

### 鉄道
西日本旅客鉄道（JR西日本）
- ■山陽本線（■赤穂線）：（東区） - 東岡山駅 - 高島駅 - 西川原駅 - （北区）
赤穂線は大多羅駅 - 東岡山駅の間でも区内を通るが、駅はない。
- その他、山陽新幹線が相生駅 - 岡山駅間で前述の山陽本線（赤穂線）とほぼ並走する形で当区を通過している。
- 区役所の最寄り駅は西川原駅。

岡山電気軌道
- ■東山本線：小橋停留場 - 中納言停留場 - 門田屋敷停留場 - 東山・おかでんミュージアム駅停留場

#### 廃止鉄道線
- 三蟠鉄道
- 西大寺鉄道

### 路線バス
- 岡電バス
- 両備バス
- 宇野バス

### 道路
地域高規格道路
- 岡山環状道路

一般国道
- 国道2号
  - 岡山バイパス
- 国道250号

主要地方道
- 岡山県道28号岡山牛窓線
- 岡山県道45号岡山玉野線
- 岡山県道81号東岡山御津線
- 岡山県道・兵庫県道96号岡山赤穂線

一般県道
- 岡山県道215号江崎金岡線
- 岡山県道216号沖元円山線
- 岡山県道219号原藤原線
- 岡山県道383号九蟠東岡山停車場線
- 岡山県道384号今在家東岡山停車場線
- 岡山県道402号原尾島番町線

### 港湾
- 岡山港（重要港湾）

定期旅客航路：小豆島（香川県小豆郡土庄町）方面
- 両備ホールディングス、四国フェリー（新岡山港 - 土庄港）

## メディア

### 放送
ケーブルテレビ
- 岡山ネットワーク（oniビジョン）

地上波テレビ放送
全チャンネルとも電波は基本的に南区・玉野市市境の金甲山にある金甲山送信所（岡山本局）を受信する。アナログ放送では山陰となって金甲山が良好に受信できない各地区に中継局が設置されており、区外の岡山北中継局(デジタルでは岡山津島中継局)は龍ノ口山から操山にかけた一帯、岡山東中継局は百間川以西・操山西山麓一帯で受信が可能であった。岡山津島中継局のエリアを除き、デジタル放送では大半の地区で岡山本局を受信する。
| 局名                 | 局名                 | NHK岡山 | NHK岡山 | RSK  | OHK  | RNC  | KSB  | TSC  | 出力             | 偏波面 | 送信 場所    |
| 局名                 | 局名                 | 総合    | 教育    | RSK  | OHK  | RNC  | KSB  | TSC  | 出力             | 偏波面 | 送信 場所    |
| デジタルリモコン番号 | デジタルリモコン番号 | 1ch     | 2ch     | 6ch  | 8ch  | 4ch  | 5ch  | 7ch  | 出力             | 偏波面 | 送信 場所    |
| -------------------- | -------------------- | ------- | ------- | ---- | ---- | ---- | ---- | ---- | ---------------- | ------ | ------------ |
| 岡山                 | デジタル             | 32ch    | 45ch    | 21ch | 27ch | 20ch | 30ch | 18ch | 2kW              | 水平   | 金甲山       |
| 岡山                 | アナログ             | 5ch     | 3ch     | 11ch | 35ch | 9ch  | 25ch | 23ch | V10kW/U20kW      | 水平   | 金甲山       |
| 岡山北               | アナログ             | 43ch    | 41ch    | 57ch | 59ch | 14ch | 16ch | 38ch | 10W              | 水平   | 烏山         |
| 岡山東               | アナログ             | 56ch    | 47ch    | 49ch | 51ch | 54ch | 37ch | 61ch | 3W               | 水平   | 原           |
| 門田                 | アナログ             | 56ch    | 52ch    | 62ch | 60ch | 54ch | 58ch | 50ch | 0.5W/総合・RNC1W | 水平   | 奥市         |
| 池の内               | アナログ             | 46ch    | 48ch    | 51ch | 61ch | -    | -    | -    | 0.5W             | 水平   | 湊茶臼山古墳 |

FMラジオ放送
- NHK岡山FM：88.7MHz（岡山局 出力1kW）
- FM岡山：76.8MHz（岡山局 出力1kW）
- 岡山シティエフエム：79.0MHz（出力20W）
- エフエムくらしき：82.8MHz（出力20W）

AMラジオ放送
- NHK岡山第1放送：603kHz（岡山局 出力5kW）
- NHK岡山第2放送：1386kHz（岡山局 出力5kW）
- RSKラジオ：1494kHz（岡山局 出力10kW）

その他受信可能な県外局
- 西日本放送ラジオ：1449kHz（高松局 出力5kW）
- エフエム香川：78.6MHz（高松局 出力1kW）
- ラジオ関西：558kHz（神戸局 出力20kW）
- 朝日放送ラジオ：1008kHz（大阪局 出力50kW）
- MBSラジオ：1179kHz（大阪局 出力50kW）

## 観光・イベント

### 観光地
- 東湖園
- 龍之口グリーンシャワー公園
- 操山公園里山センター
  - 操山古墳群
- 百間川緑地公園
- 湯迫温泉
- 雄町の冷泉（名水百選）

### 寺社
- 国清寺
- 曹源寺
- 賞田廃寺跡
- 幡多廃寺塔跡
- 岡山県護国神社
- 玉井宮東照宮
- 沖田神社
- 三友寺

### イベント
- 岡山さくらカーニバル
- 沢田柿まつり
- 沖田神社道通宮子供会陽

## 文化施設

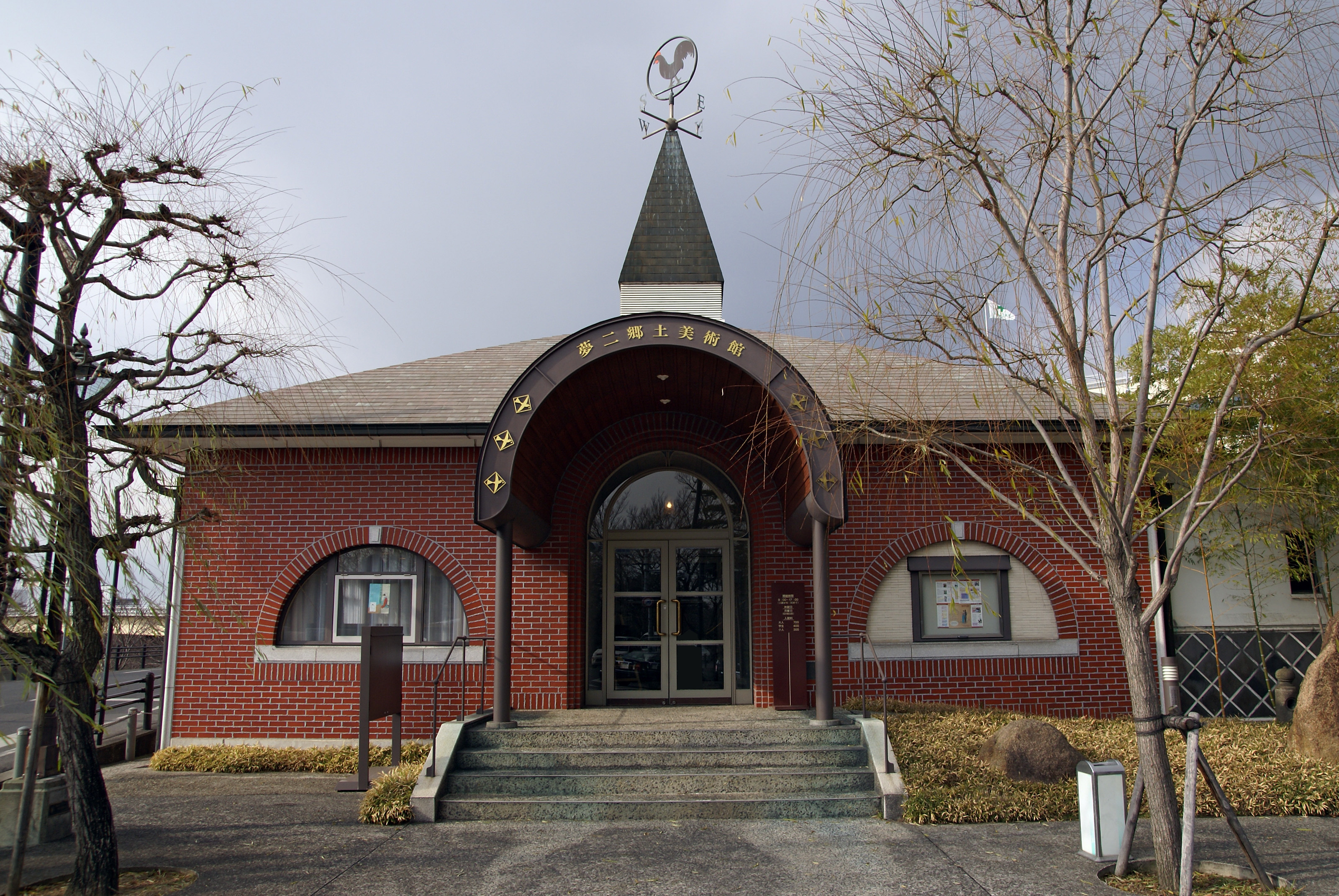
夢二郷土美術館

美術館・博物館
- 夢二郷土美術館
- 岡山市埋蔵文化財センター

コンベンション・コンサート
- 岡山市立市民文化ホール
- 三木記念ホール

スポーツ
- 奥市公園野球場
- 東山プール

## 出身者
政界
- 江田五月（参議院議員、第27代参議院議長、1941年 - ）

作家
- 内田百閒（小説家、1889年 - 1971年）
- 小川洋子（小説家、1962年 - ）

文化・芸能・メディア
- 甲本ヒロト（ミュージシャン、1963年 - ）

スポーツ選手
- 宮本賢（プロ野球選手、1984年 - ）

## 境域
詳しくは岡山市の町・字一覧を参照。
- 赤坂台
- 赤坂本町
- 赤坂南新町
- 赤田
- 網浜
- 今在家
- 今谷
- 江崎
- 江並
- 沖元
- 奥市
- 乙多見
- 御成町
- 雄町
- 門田文化町一丁目 - 三丁目
- 門田本町一丁目 - 四丁目
- 門田屋敷一丁目 - 五丁目
- 門田屋敷本町
- 兼基
- 祇園[7]
- 旭東町一丁目 - 三丁目

- 国富
- 国富一丁目 - 四丁目
- 倉田
- 倉富
- 倉益
- 桑野
- 神下
- 国府市場
- 小橋町一丁目 - 二丁目
- 穝
- 穝東町一丁目 - 二丁目
- さくら住座
- 桜橋一丁目 - 四丁目
- 沢田
- 四御神
- 清水
- 清水一丁目 - 二丁目
- 下
- 賞田
- 新京橋一丁目 - 三丁目
- 新築港

- 住吉町一丁目 - 二丁目
- 関
- 高島一丁目 - 二丁目
- 高島新屋敷
- 高屋
- 竹田
- 中納言町
- 土田
- 徳吉町一丁目 - 二丁目
- 中井
- 中井一丁目 - 四丁目[8]
- 長岡
- 中島
- 長利
- 西川原
- 西川原一丁目
- 西中島町
- 浜
- 浜一丁目 - 三丁目
- 原尾島
- 原尾島一丁目 - 四丁目
- 東川原

- 東中島町
- 東山一丁目 - 四丁目
- 平井
- 平井一丁目 - 七丁目
- 福泊
- 藤崎
- 藤原
- 藤原西町一丁目 - 二丁目
- 藤原光町一丁目 - 三丁目
- 古京町一丁目 - 二丁目
- 円山
- 湊
- 御幸町
- 海吉
- 森下町
- 八幡
- 八幡東町
- 山崎
- 湯迫
- 米田